# Palicourea hospitalis
Palicourea hospitalis är en måreväxtart som beskrevs av Paul Carpenter Standley. Palicourea hospitalis ingår i släktet Palicourea och familjen måreväxter. Inga underarter finns listade i Catalogue of Life.